# Naissance en 1335
Naissance
- 1331
- 1332
- 1333
- 1334
- 1335
- 1336
- 1337
- 1338
- 1339

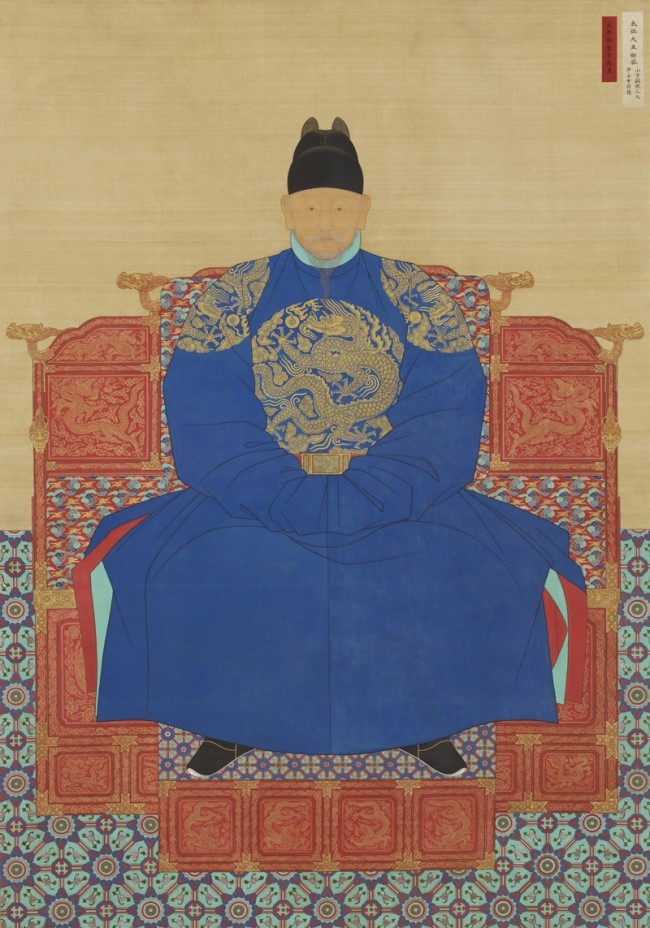
Taejo, né en 1335.

Cette page dresse une liste de personnalités nées au cours de l'année 1335  :
- Xu Ben, peintre chinois.
- Jean III de Bueil, chevalier, seigneur de Bueil, Montrésor, La Marchère et de Saint-Calais, Chambellan du duc d'Anjou, gouverneur du Mans.
- Francesco di Marco Datini, négociant, banquier, producteur de laine et spéculateur.
- Taejo, 1er Roi de Joseon.
- Nitta Yoshimune, samouraï du Japon médiéval.

date incertaine (vers 1335)
- Tristan, le Bâtard de Beaufort, chevalier, capitaine pontifical.
- Hugues de la Roche, surnommé le chevalier sans pareil, maréchal de la Cour pontificale et recteur du Comtat Venaissin.
- Hugues de Lusignan, prince chypriote.

## Crédit d'auteurs
- Cet article est partiellement ou en totalité issu de l'article intitulé « 1335 » (voir la liste des auteurs).